# Ex monastero di Santa Maria inter Angelos
L'ex monastero di Santa Maria inter Angelos, nei testi più antichi denominato inter angulos, si trova a Spoleto a 30 minuti di cammino nel bosco dal centro storico, lungo il sentiero naturalistico del Giro dei condotti, sul versante sud occidentale del Colle Ciciano. Si può raggiungere anche attraverso la strada SP 463, girando a sinistra in corrispondenza di un bivio e scendendo per circa 750 metri lungo una strada sterrata. Recentemente (2010) è stato restaurato e adibito ad agriturismo.

## Storia
Conosciuto anche con la denominazione di monastero delle Palazze, o più semplicemente Le Palazze, venne fondato da Gregorio IX nel 1229 sulle pendici del Monteluco. Il 27 luglio 1232 Gregorio IX dette a Nicola, vescovo di Spoleto l'ordine di assegnare i possedimenti che l'Abbazia di San Silvestro del Monte Subasio aveva presso Cocoronum, ossia Montefalco, al monastero di Santa Maria "inter angulos", ossia "tra anfratti isolati", dimora spoletana di monache recluse. Il 2 agosto 1236 sempre Gregorio IX confermò che il Monastero di Santa Maria inter angulos fosse esente dalla giurisdizione del vescovo di Spoleto e vi introdusse la regola da lui stesso redatta in sostituzione di quella benedettina. 
Il monastero divenne quindi sede della prima comunità "regolare" di recluse, parte di un più ampio movimento eremitico femminile penitenziale che si era insediato con molta celerità a Spoleto e dintorni, la cui istituzionalizzazione si protrasse per tutto il XIII secolo.

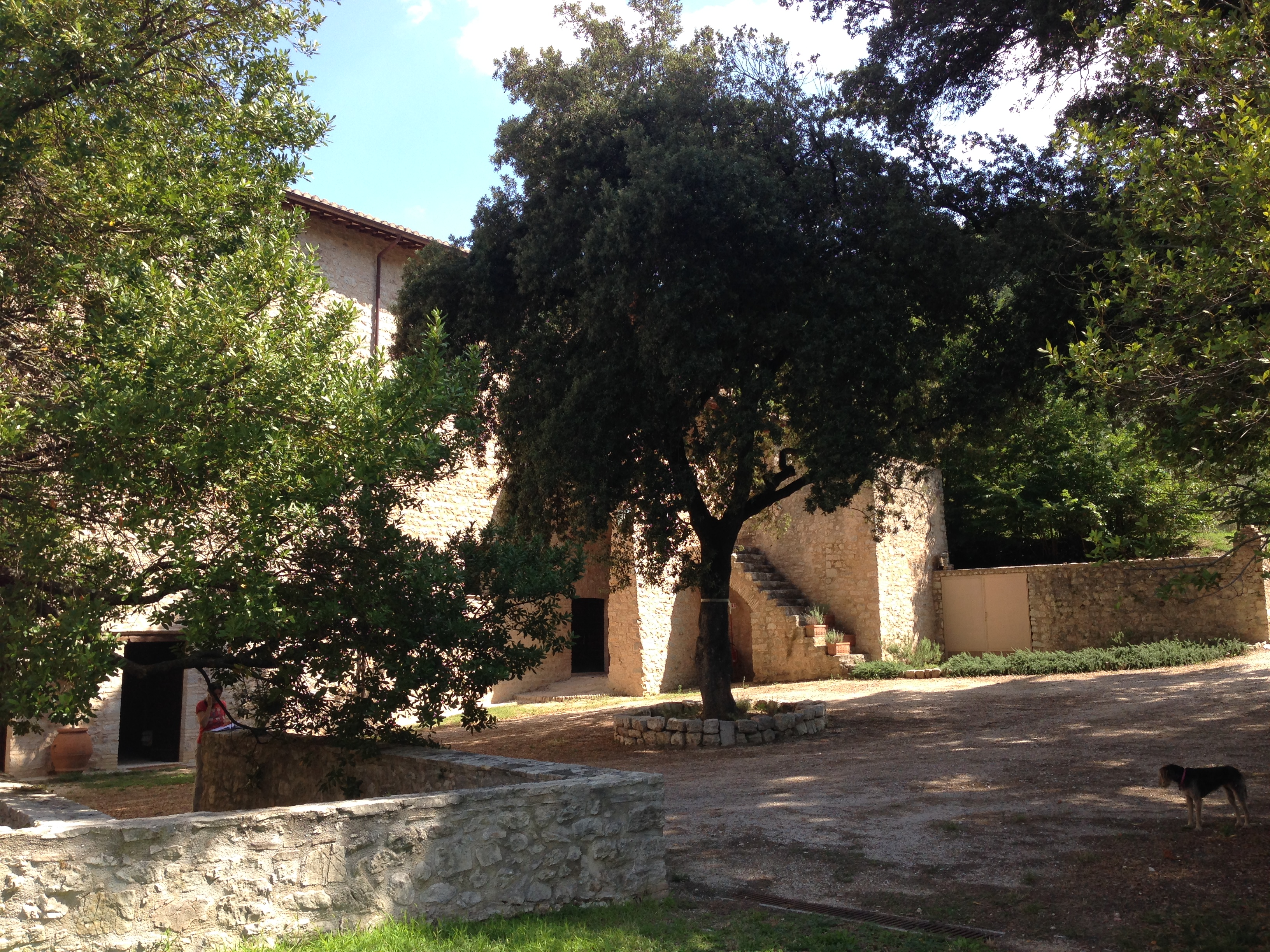
Santa Maria inter Angelos.

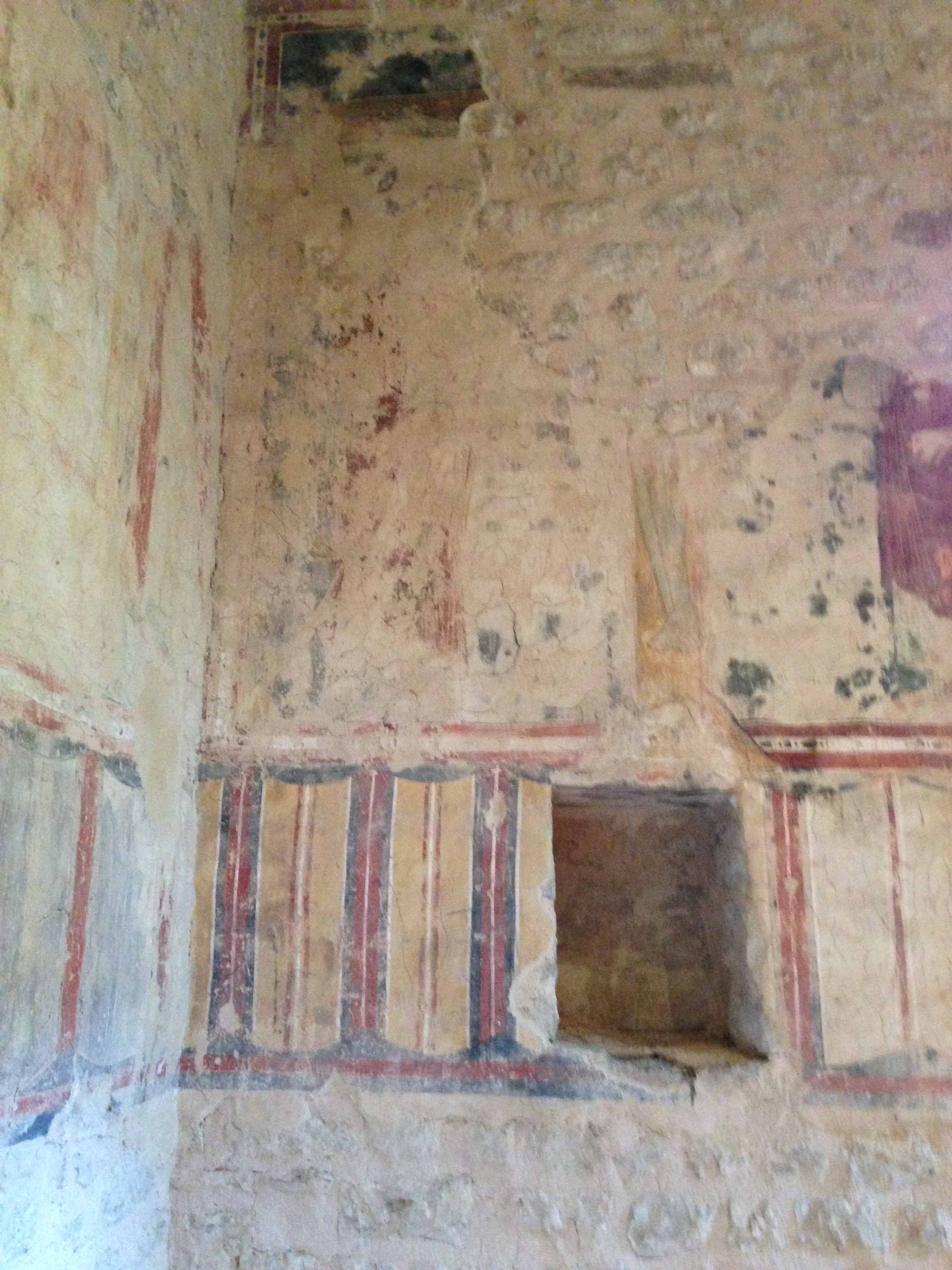
Tracce dell'affresco "Crocifissione" visibili in Sala conferenze.

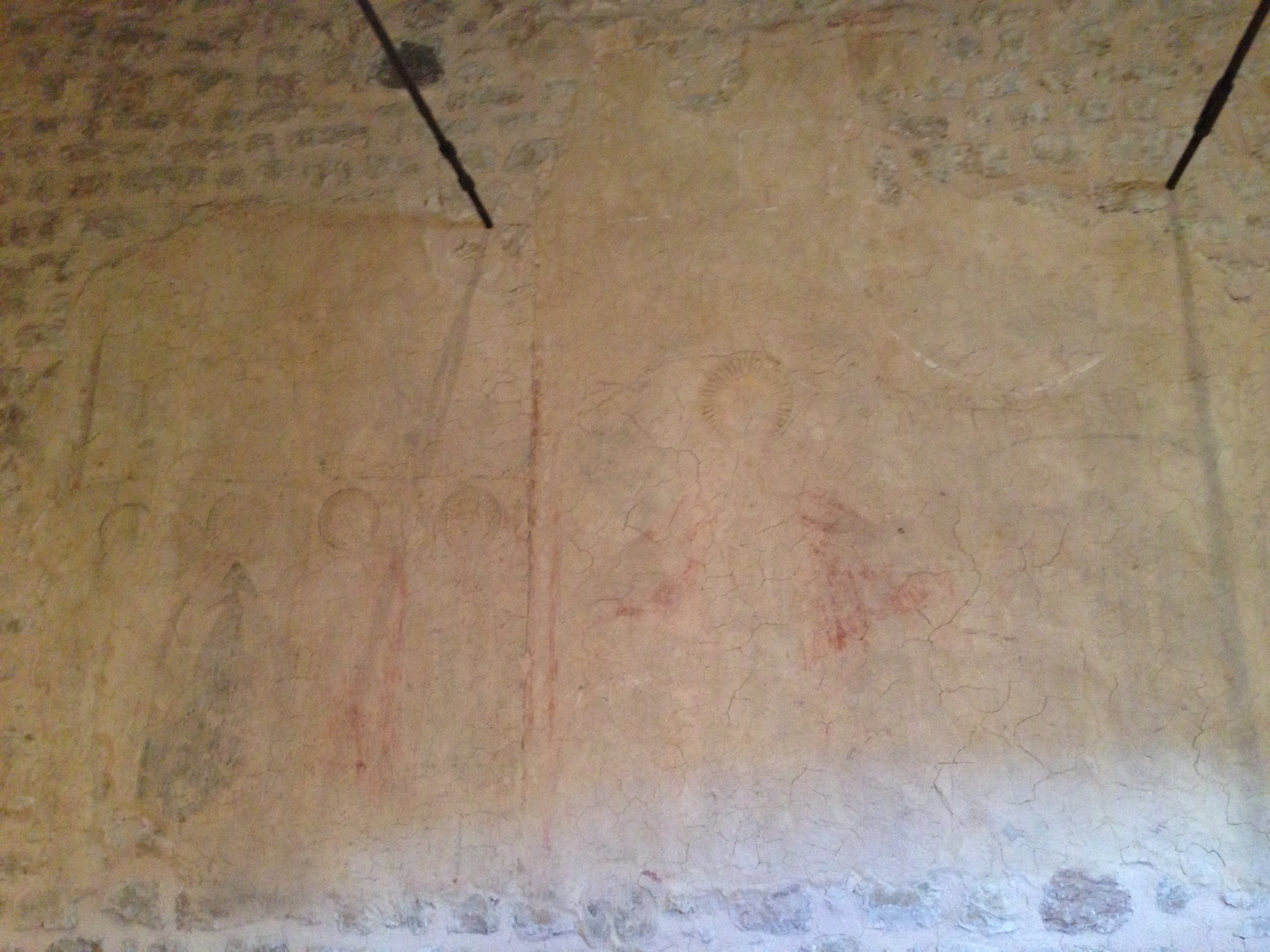
Tracce dell'affresco "Giudizio finale" visibili in Sala conferenze.

Ebbe un'esistenza florida, come attestato da documenti del 1232, 1262 e 1348. Le recluse che lo abitavano fin dal 1232, provenienti dalla chiesa di San Damiano di Assisi, denominate ormai clarisse, per motivi di sicurezza nel 1403 vennero trasferite da Bonifacio IX all'interno delle mura di Spoleto, nel monastero del Palazzo; non tutte le religiose accettarono lo spostamento, alcune preferirono rimanere e continuare la vita religiosa dell'antico monastero, ma da quel momento l'intero gruppo prese il soprannome di Le Palazze, cioè residenti nel Monastero del Palazzo. L'appellativo si estese poi al monastero stesso e alla zona circostante.
Dopo la soppressione delle corporazioni religiose in Umbria (1860-1861) il monastero, trasformato in casale, passò allo stato che nel 1871 lo vendette a Francesco Cianni. Dopo la sua morte avvenuta nel 1908 passò in eredità al figlio Guglielmo.

## Gli affreschi del Maestro delle Palazze
L'interno del monastero era ornato da numerosi affreschi attribuiti al Maestro delle Palazze.
Dell'autore si conosce ben poco: è stato un pittore anonimo italiano il cui stile ha avuto origine dalla tradizione umbra duecentesca e dagli esempi lasciati da Cimabue ad Assisi. Attivo a Spoleto nella seconda metà del XIII secolo, è stato convenzionalmente detto il Maestro delle Palazze, in riferimento al luogo di provenienza delle opere a lui attribuite.
Scene relative all'infanzia e alla passione di Cristo, realizzate verso la fine del milleduecento, ornavano un ambiente al primo piano del monastero, probabilmente l'oratorio privato delle monache, e un vano a pianterreno, forse anch'esso un oratorio ma a disposizione dei visitatori.
Definite nel 1957 da Roberto Longhi "La splendida serie dugentesca delle Palazze", rimasero ignorate per secoli; il primo a ricordarle fu Giuseppe Sordini in un suo scritto del 1903, seguito da Giuseppe Angelini Rota nel 1920.
Nel 1921 gli affreschi vennero strappati dalle pareti del primo piano, allora adibito a fienile, e abusivamente venduti dal proprietario, Guglielmo Cianni.
Nel giro di pochi anni furono acquistati da musei e collezionisti americani. Già nel 1924 alcuni di loro entrarono nel Worcester Art Museum in Massachusetts. Poco dopo altri andarono a Bryn Athyn in Pennsylvania nel Glencairn Museum, sede della collezione del milionario e filantropo Raymond Pitcairn. La Natività venne sezionata, divisa in quattro pezzi e piazzata separatamente: un Pastore finì a Hartford nell'Wadsworth Atheneum; un altro Pastore a Cambridge al Fogg Art Museum (dove, così separato dal suo contesto, fu esposto per parecchi anni come Caino); San Giuseppe nel 1932 pervenne anch'esso nell'Art Museum; inﬁne Gesù Bambino si trovò a Boston al Museum of Fine Arts, donato da René Gimpel (1881-1945).
Nel 1957, grazie a un attento sopralluogo condotto da Bruno Toscano al primo piano del monastero, vennero alla luce altre opere: un dipinto molto malandato, ma riconoscibile per una Derisione di Cristo, e tracce importanti (sinopie) dell'intero ciclo di affreschi distaccati quaranta anni prima con la tecnica dello strappo. Al piano terra una terza scoperta del tutto inaspettata: due distinti affreschi rimasti per secoli nascosti, posizionati in alto, separati da una finestra certamente preesistente, appena visibili grazie alla caduta di particelle della tinteggiatura a calce che li ricopriva.
Rimosso lo spesso strato di vernici, uno dei due, Madonna col bambino e Santi Francesco e Chiara a forma pentagonale, pur presentandosi molto consunto e poco leggibile, rifletteva una notevole familiarità con i concetti che Cimabue aveva sviluppato negli affreschi di Assisi.
L'altro, nella stessa parete, rappresentava la Crocifissione, tema già presente due volte al piano superiore.
Le due scene furono staccate nel 1972 e divennero proprietà privata del professor Bernardino Falcinelli, in piazza Moretti a Spoleto. Da alcuni anni sono esposte insieme alle sinopie al Museo Nazionale del Ducato.

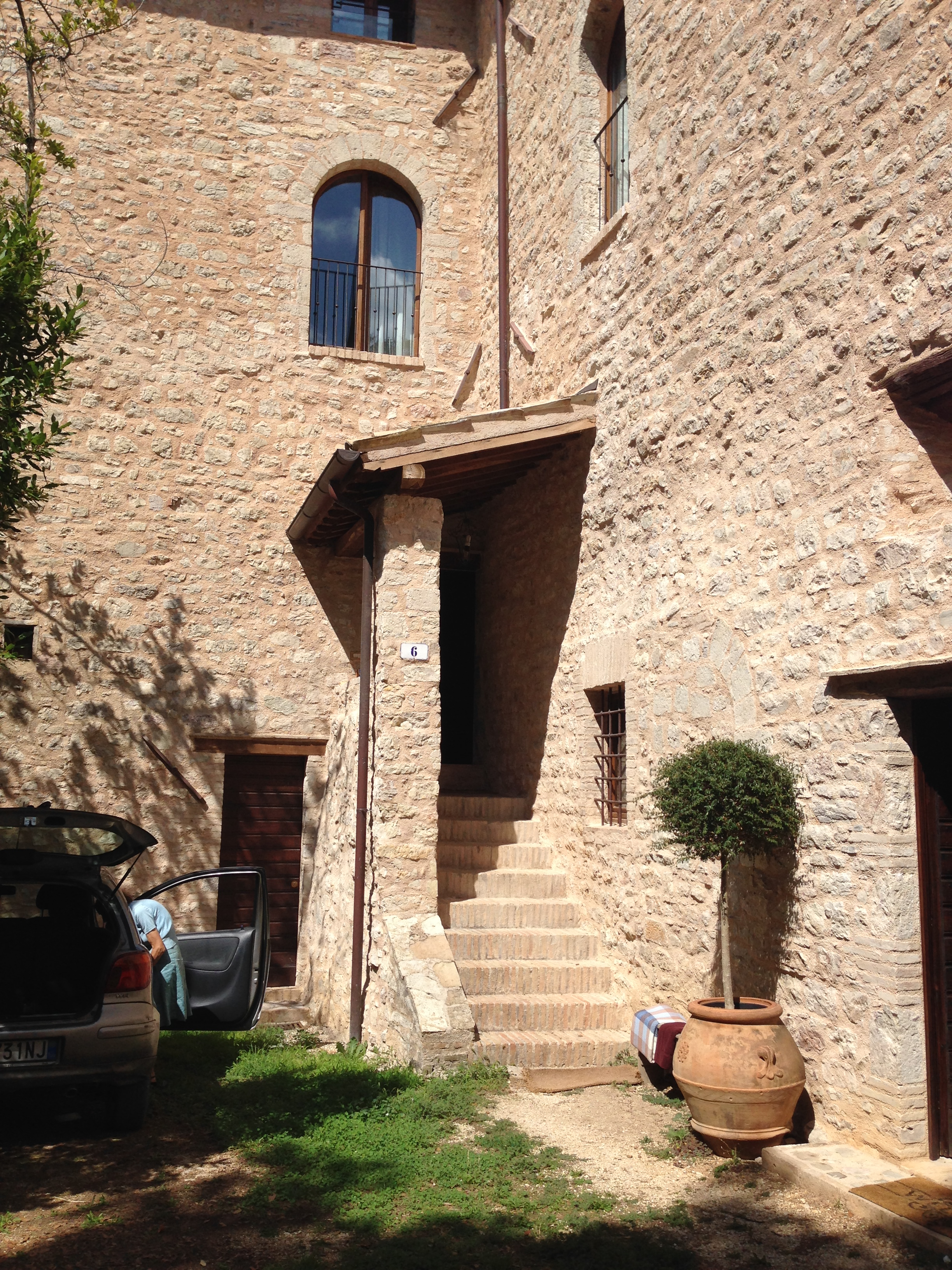
Santa Maria inter Angelos.

Attualmente (settembre 2015) flebili tracce di alcuni degli affreschi sono visibili al primo piano del monastero, interamente di proprietà privata, trasformato in agriturismo nel 2010; si trovano all'interno dell'ex oratorio, poi divenuto fienile e ora adibito a sala conferenze. Si intravedono Crocifissione, Giudizio finale, Derisione di Cristo.